# Odina Äliyeva
Odina Äliyeva (azeriska: Odina Əliyeva), född Bayramova 22 maj 1990 Navoi, Sovjetunionen (numera Uzbekistan) är en azerisk volleybollspelare (vänsterspiker). 
Äliyeva spelar med Azerbajdzjans landslag, som hon även är lagkapten för. Hon har (2023) deltagit i sex EM (2011, 2013, 2015, 2017, 2019 och 2023). På klubbnivå höll hon sig fram till 2016 till Azerbajdzjan, sedan dess har hon spelet i Italien, Turkiet, Indonesien, USA, Brasilien och Filippinerna.